# مبدأ تشاندراسيخار التبايني
يدعم مبدأ تشاندراسيخار التبايني في الفيزياء الفلكية معيار الثبات للنجم استوائي الضغط غير المتحرك المُعرّض لاضطراب شعاعي. سُمي المبدأ على اسم عالم الفيزياء الفلكية الهندي الأمريكي سابرامانيان تشاندراسيخارالذي عمل في نظرية بناء وتطور النجوم، وساهم التمثيل الرياضي الذي استنتجه على اكتشاف العديد من النماذج التي تدرس المراحل التطورية المتقدمة للنجوم الهائلة والثقوب السوداء.

## التعبير
يكون النجم استوائي الضغط ثابتًا في حالة {\displaystyle {\frac {d\rho }{dr}}<0} و {\displaystyle \rho (R)=0}= 0 إذا كانت الكمية:
{\displaystyle {\mathcal {E}}(\rho ')=\int _{V}\left|{\frac {d\Phi }{d\rho }}\right|_{0}\rho '^{2}d\mathbf {x} -G\int _{V}\int _{V}{\frac {\rho '(\mathbf {x} )\rho '(\mathbf {x'} )}{|\mathbf {x} -\mathbf {x'} |}}d\mathbf {x} d\mathbf {x'} \quad {\text{where}}\quad \Phi =-G\int _{V}{\frac {\rho (\mathbf {x'} )}{|\mathbf {x} -\mathbf {x'} |}}d\mathbf {x} ,}
ويكون غير سالب في جميع الدوال رمز التي تحفظ الكتلة الكلية للنجم معادلة حيث:
- {\displaystyle \mathbf {x} } هو نظام الإحداثيات المثبت على مركز النجم.
- {\displaystyle R} هو نصف قطر النجم.
- {\displaystyle V} هو حجم النجم.
- {\displaystyle \rho (\mathbf {x} )} هي الكثافة غير المشوشة.
- {\displaystyle \rho '(\mathbf {x} )} هي الكثافة الصغيرة المشوشة حيث تُعطى الكثافة الإجمالية في الحالة المضطربة بالعلاقة: معادلة.
- {\displaystyle \Phi } هي إمكانات الجاذبية الذاتية من قانون ثقل لنيوتن.
- {\displaystyle G} هو ثابت الجاذبية.